# Kongar-ol Ondar
Kongar-ol Ondar (Tuvano: Ондар Коңгар-оол, 29 de marzo de 1962 - 25 de julio de 2013), fue un maestro de canto tuvano de garganta y un miembro de la Gran Hural de Tuvá. Nació cerca del río Khemchik en el oeste de Tuvá. Considerado como un tesoro vivo por la República de Tuvá, se le concedió un estipendio y un apartamento para las habilidades musicales que posee. Jovial y agradable, es probablemente la cara más conocida de khöömei (Tuvano: хөөмей) canto de garganta para los occidentales, apareciendo en el Late Show with David Letterman y en las entrevistas de CNN y otras redes.
Su primer CD se llama Echoes of Tuva, y fue realizado en el año 1996, en la discográfica TuvaMuch Music.
También fue conocido fuera de Tuvá por invitar a su país al músico de blues estadounidense Paul Pena. Pena, que había aprendido canto de garganta antes de ir a Tuvá, fue el tema del documental Genghis Blues en el que Ondar también fue presentado.
Apareció junto a Béla Fleck y los Flecktones en los álbumes Outbound, álbum/DVD Live at the Quick y Jingle All the Way. Lanzó un álbum en Warner Bros. Records titulado Back Tuva Future.
Murió después de una cirugía de emergencia por una hemorragia cerebral en Kyzyl el 25 de julio de 2013, a los 51 años de edad.